# Sarah Defrise
Sarah Defrise, née à Bruxelles en Belgique, est une soprano belge.

## Biographie

### Jeunesse et formation
Sarah Defrise est la fille de deux scientifiques et grandit à Watermael-Boitsfort en région bruxelloise. Elle étudie la littérature française à l'Université libre de Bruxelles avant de rejoindre le Conservatoire royal de Bruxelles (section néerlandophone) où elle obtient un master en musique. Elle obtient ensuite le diplôme de concertiste à l'École normale de musique de Paris dans la classe de Daniel Ottevaere. En 2020, elle obtient un doctorat en musique avec une thèse sur les mélodies de Joseph Jongen à la Vrije Universiteit Brussel. Elle est membre du Collegium de l'Académie royale des sciences, des lettres et des beaux-arts de Belgique

### Carrière
Sarah Defrise a fait ses débuts dans le rôle de Clorinda dans La Cenerentola de Gioachino Rossini à l'Opéra Royal de Wallonie en 2014. En 2017, elle est nommée jeune révélation au Festival van Vlaanderen à Gand et chante en duo avec José Van Dam avec le Symfonieorkest Vlaanderen sous la direction de Jan Latham-Koenig.
Sa carrière se développe vers la musique contemporaine et elle crée entre autres des rôles dans des œuvres scéniques de Peter Eötvös, Jean-Luc Fafchamps et Denis Bosse. En 2021, elle a chanté Aventures et Nouvelles Aventures de György Ligeti pour le 95e anniversaire de György Kurtág au Budapest Music Center. Elle s'est produite entre autres à l'Opéra Royal de Wallonie, au Théâtre Royal de la Monnaie, au Grand Théâtre de Genève, au Staatsoper Unter den Linden, au Nouvel opéra Fribourg, à l'Opéra national de Lorraine, au Théâtre de l'Athénée Louis-Jouvet, au Müpa Budapest et au Théâtre royal de Madrid.

### Concours et Prix
- 2022 : Prix Caecilia, Prix du Jeune Musicien de l’année 2021[8]
- 2018 : Prix de la meilleure interprète au Concours international d'opéra Armel à Budapest[9]
- 2016 : Grand Prix musique contemporaine au Concours international Enesco à Paris[10]
- 2013 : Bourse Nany Philippart[11]
- 2012 : Prix jeune espoir féminin au Concours international de chant lyrique de Vivonne[12]

## Principaux rôles
- 2024 : Le Paradis et la Péri de Robert Schumann - Theater an der Wien[13]
- 2023 : Cassandra de Bernard Foccroulle - Naomi, création au Théâtre Royal de la Monnaie[14]
- 2023 : Arabella de Richard Strauss - Zdenka au Théâtre royal de Madrid[15]
- 2022 : Don Giovanni de Wolfgang Amadeus Mozart - Zerlina à l'Opéra Royal de Wallonie[16]
- 2022 : Is This The End #2 de Jean-Luc Fafchamps – The Girl, création au Théâtre Royal de la Monnaie[17]
- 2022 : Der goldene Drache de Peter Eötvös - Young woman / The little Chinese au Grand Théâtre de Genève[18]
- 2021 : Sleepless de Peter Eötvös – The Girl, création au Staatsoper Unter den Linden de Berlin[19]
- 2021 : Pelléas et Mélisande de Claude Debussy - Mélisande au Nouvel opéra Fribourg[20]
- 2020 : Is This The End de Jean-Luc Fafchamps - The Girl, création au Théâtre Royal de la Monnaie[21]
- 2019 : La Cenerentola de Gioachino Rossini - Clorinda à l'Opéra Royal de Wallonie[22]
- 2019 : Candide de Leonard Bernstein - Cunégonde à l'Opéra Royal de Wallonie[23]
- 2018 : Calamity Jane de Ben Johnston - Calamity Jane au Festival Armel de Budapest

## Discographie
- 2023 : Fêtes Rouges, Intégrale des mélodies vol. 2 de Joseph Jongen avec le pianiste Craig White pour Musique en Wallonie[24]
- 2021 : For Cathy, A Capella Album, A Tribute to Cathy Berberian avec des pièces de Cathy Berberian, Luciano Berio, Sylvano Bussotti, John Cage, Sarah Defrise et Henri Pousseur pour Sub Rosa[25],[26]
- 2019 : Entrevisions, volume 1 d'une intégrale des mélodies de Joseph Jongen avec le pianiste Craig White pour Musique en Wallonie[27]
- 2019 : Un Requiem de Thierry Huillet

## Vidéographie
- Sequenza III de Luciano Berio et Stripsody de Cathy Berberian pour le Festival de Wallonie [vidéo] Alba Session #7
- Coding Zero extrait du Grand Macabre de György Ligeti avec Stephane Ginsburgh, film de Patrick Leterme pour Musiq'3 [vidéo] Sarah Defrise et Stephane Ginsburgh, dérision et folie réjouissante dans "Coding Zero" de Ligeti